# Antiemetika
Antiemetika kallas läkemedel som förhindrar illamående och kräkning. De används ofta för att motverka biverkningar av andra läkemedel. Vissa cellgifter ges till exempel alltid med någon form av antiemetika. Andra användningsområden är som profylax för rörelsesjuka.
Antiemetika har ATC-koden A04A och består av två undergrupper.
- A04AA Serotonin (5HT3)-receptorantagonister
- A04AD Övriga antiemetika